# Sphaeriodesmus oniscus
Sphaeriodesmus oniscus är en mångfotingart som beskrevs av Pocock 1909. Sphaeriodesmus oniscus ingår i släktet Sphaeriodesmus och familjen Sphaeriodesmidae. Inga underarter finns listade i Catalogue of Life.